# Hermine Bovet
Hermine Bovet (* 3. Januar 1842 in Höxter, Westfalen; † 5. September 1930 in Honnef) war eine deutsche Pianistin, Klavier- und Gesangspädagogin.

## Geschichte
Bovet studierte Klavier am Konservatorium zu Köln bei Gustav Jensen, außerdem erhielt sie Unterricht in Komposition bei Samuel de Lange, Eduard Mertke sowie Kontrapunkt und Harmonielehre bei der Sängerin und Schriftstellerin Elise Polko. Im Anschluss war sie in Schwelm, Barmen, Elberfeld und schließlich in Honnef als Klavier- und Gesangslehrerin tätig.
Hermine Bovet veröffentlichte mehrere musikpädagogische Werke und Kompositionen.
Bovet wurde auf dem Alten Friedhof in Honnef beigesetzt.

## Werke (Auswahl)
Schriften:
- Theoretisch-praktische Klavierschule. Neues System, bei welchem die Erklärungen dem Fassungsvermögen der Jugend angepasst sind [Erstausgabe 1888]
- Leichte Anregungen in Liedern, Tänzen und Übungen für Anfänger in progressiver Folge für Klavier zu zwei und vier Händen, op. 2 [Köln: Tonger 1895]

Kompositionen:
- Loreley. Oper. Libretto: Hermine Bovet
- Vier Jahreszeiten für Gesang, Klavier und Deklamation